# Chondrilla
Chondrilla  L. 1753 è un genere di piante angiosperme dicotiledoni della famiglia delle Asteraceae.

## Etimologia
Il nome del genere (Chondrilla) deriva dal nome greco di indivia o cicoria (le piante di questo genere sono molto simili alla cicoria)

Il nome scientifico del genere è stato proposto da Carl von Linné (1707 – 1778) biologo e scrittore svedese, considerato il padre della moderna classificazione scientifica degli organismi viventi, nella pubblicazione "Species Plantarum" (Sp. Pl. 2: 796) del 1753.

## Descrizione

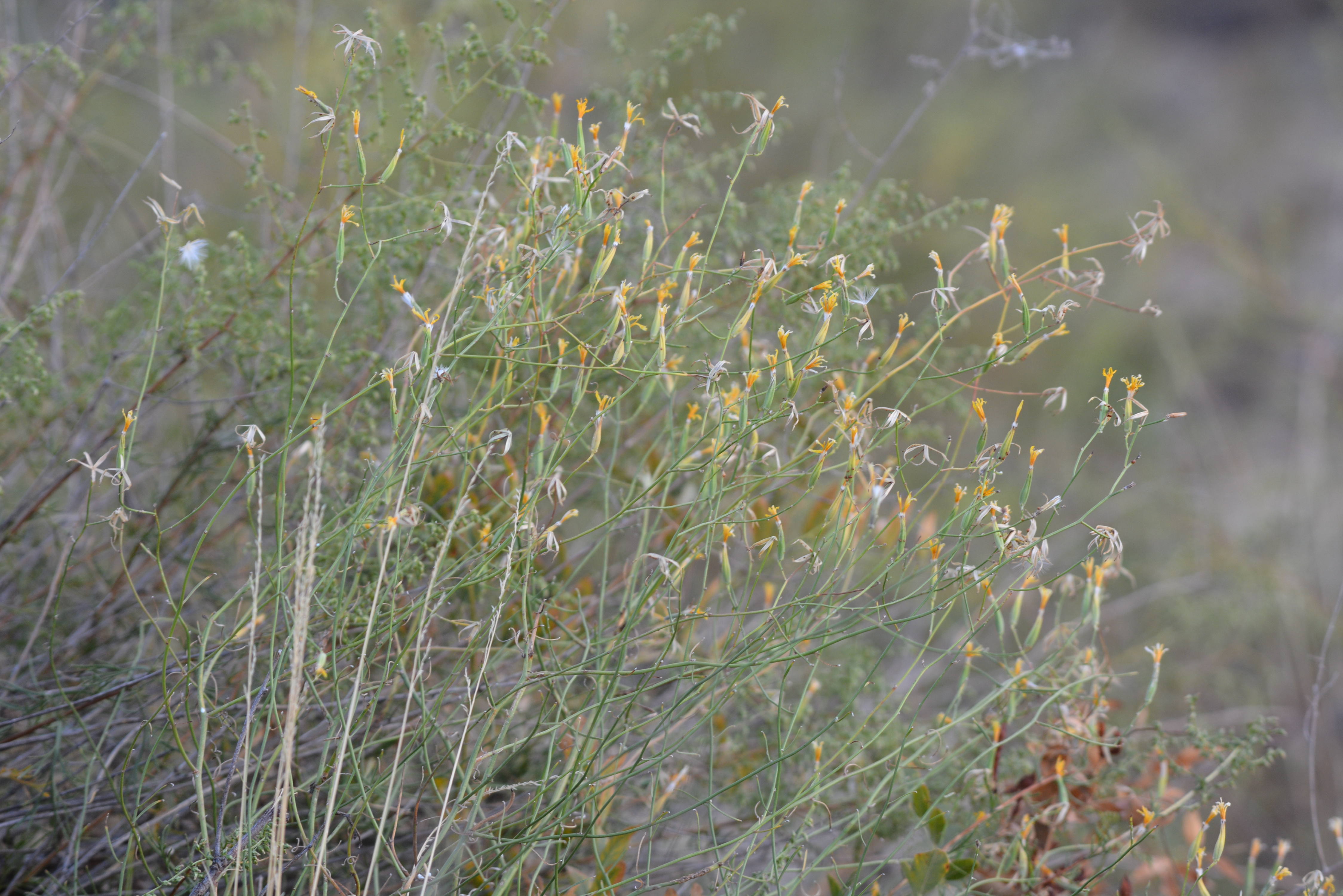
Il portamento
Chondrilla pauciflora

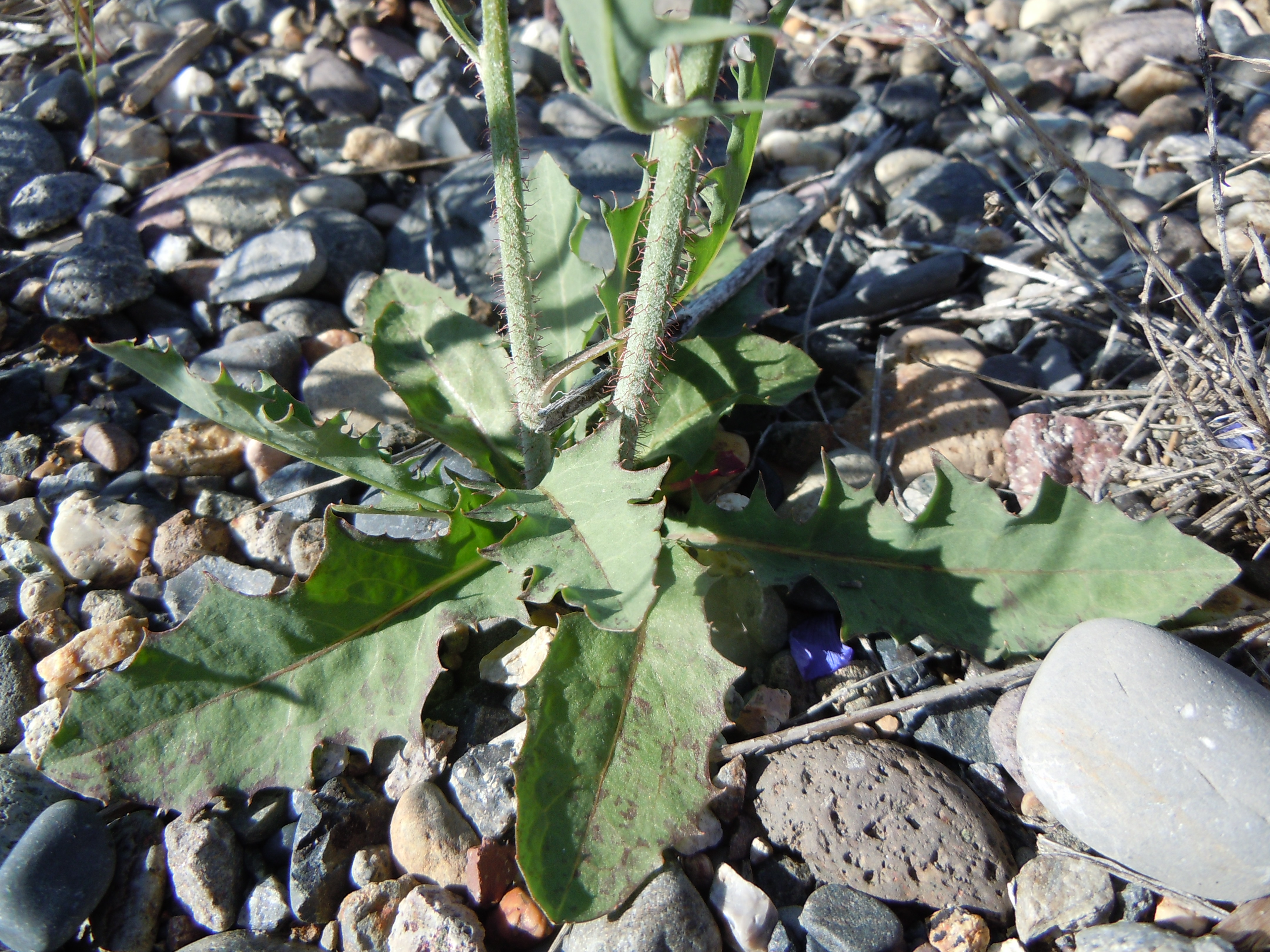
Le foglie
Chondrilla juncea

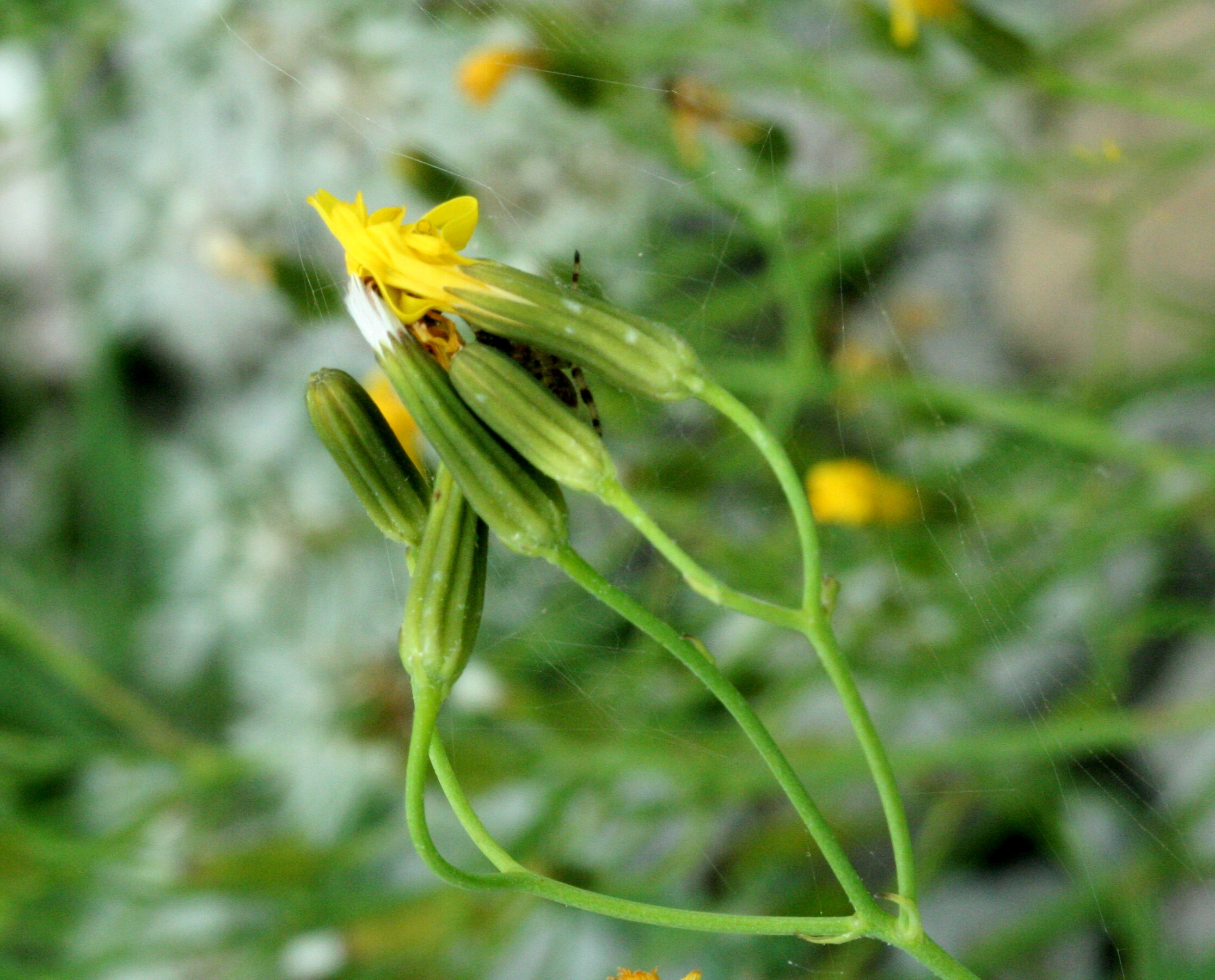
Infiorescenza
Chondrilla chondrilloides

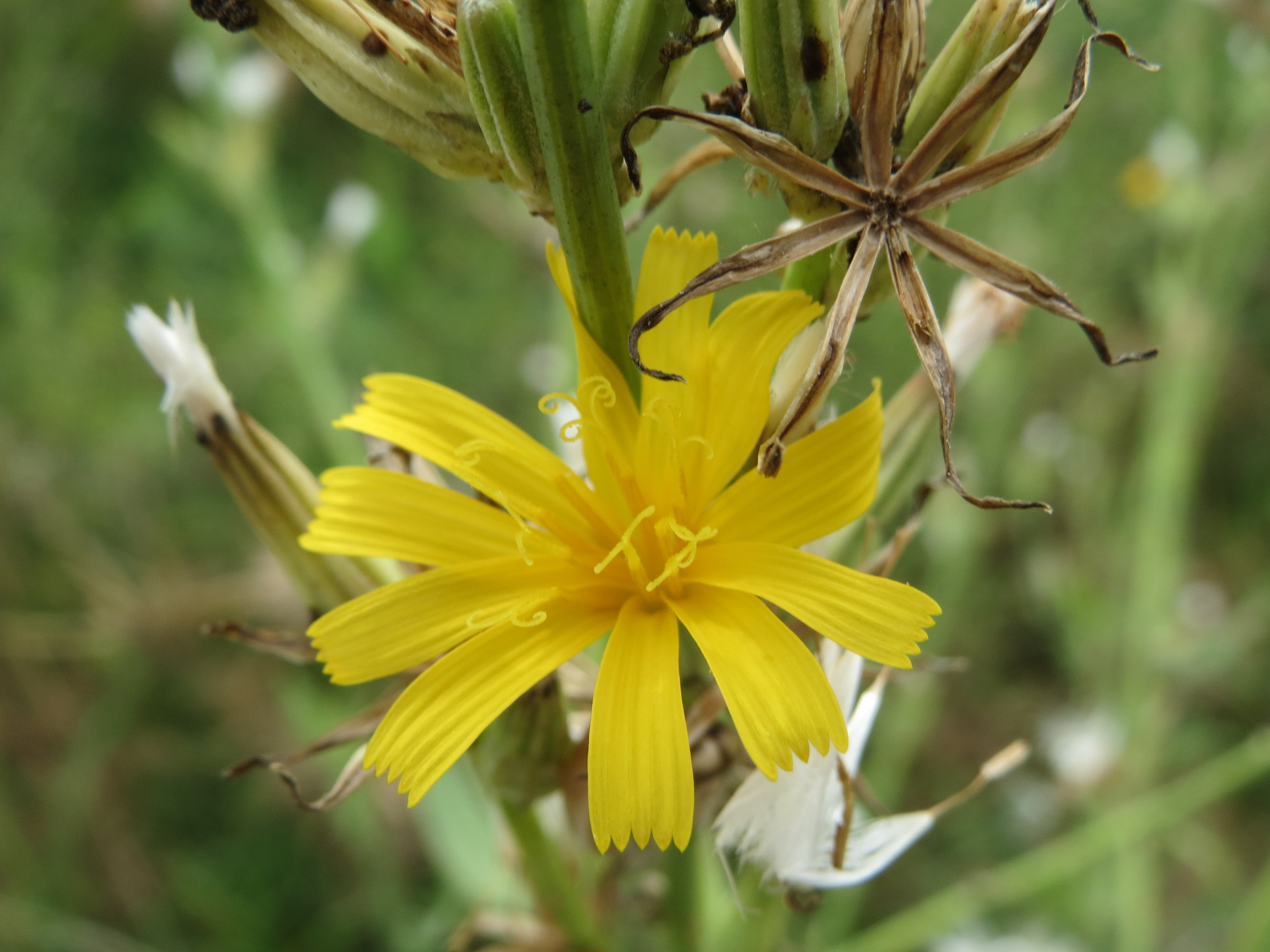
I fiori
Chondrilla juncea

Habitus. La forma biologica prevalente delle specie del genere è emicriptofita scaposa (H scap), ossia sono piante erbacee, a ciclo biologico perenne (in qualche caso bienne), con gemme svernanti al livello del suolo e protette dalla lettiera o dalla neve e sono dotate di un asse fiorale eretto e spesso privo di foglie. Possono essere presenti (ma raramente) anche specie a ciclo biologico annuo. Alcune di queste piante sono considerate "erbe aromatiche". In genere queste piante hanno un fogliame ridotto.
Radici. Le radici sono dei fittoni; possono essere legnose e ramificate all'apice.
Fusto. La parte aerea del fusto è eretta e in genere liscia e glabra nella parte distale, mentre è setolosa nella parte basale. La ramosità si sviluppa nella parte superiore della pianta. Una pianta può avere fino a 6 gambi. Queste piante possono arrivare fino a 15 dm di altezza.
Foglie. Le foglie si dividono in basali e cauline e lungo il caule sono disposte in modo alterno. Quelle basali sono disposte in rosette (ma non sempre) con lamina a forma da oblanceolata a spatulata e bordi grossolanamente dentati; la superficie può essere glabra o con semplici setole, o aracnoide-pelosa o tomentosa. Sono presenti anche lamine a forma pennatifida (spesso roncinate). Le foglie cauline hanno una forma lineare e sono progressivamente più ridotte. Le foglie basali sono picciolate, spesso con picciolo alato.
Infiorescenza. Le infiorescenze sono composte da diversi capolini peduncolati formanti corimbi lassi, oppure raccolti in fascetti di 2 - 4 all'ascella delle foglie superiori. I capolini sono formati da un involucro a forma strettamente cilindrica composto da brattee (o squame) all'interno delle quali un ricettacolo fa da base ai fiori tutti ligulati. Le squame divise in due serie si distinguono in superiori e inferiori: quelle inferiori (3 - 4) hanno una forma ovata e si trovano alla base dell'involucro e formano una specie di calice e sono lunghe 1/4 di quelle più interne; quelle superiori (5 - 9) sono più interne ed hanno una forma lineare; la superficie può essere glabra, aracnoide-pelosa o con semplici setole. Il ricettacolo è privo di pagliette a protezione della base dei fiori. Diametro dell'involucro: 2,5 – 5 mm.
Fiori. I fiori (da 7 a 15 per capolino) sono tutti del tipo ligulato (il tipo tubuloso, i fiori del disco, presente nella maggioranza delle Asteraceae, qui è assente), sono tetra-ciclici (ossia sono presenti 4 verticilli: calice – corolla – androceo – gineceo) e pentameri (ogni verticillo ha 5 elementi). I fiori sono ermafroditi e zigomorfi.
- Formula fiorale:

*/x K {\displaystyle \infty }, [C (5), A (5)], G 2 (infero), achenio
- Calice: i sepali del calice sono ridotti ad una coroncina di squame.
- Corolla: le corolle sono formate da una ligula terminante con 5 denti;  il colore è giallo; lunghezza della ligula: 10 – 14 mm.
- Androceo: gli stami sono 5 con filamenti liberi, mentre le antere sono saldate in un manicotto (o tubo) circondante lo stilo.[15] Le antere sono gialle e prive di codette e alla base sono acute. Il polline è tricolporato.[16]
- Gineceo: lo stilo è filiforme con peli sul lato inferiore degli stigmi; gli stigmi dello stilo sono due divergenti. L'ovario è infero uniloculare formato da 2 carpelli.

Frutti. I frutti sono degli acheni con pappo. L'achenio colorato dal marrone al nero, ha una forma simile ad una navicella (cimbiforme) con un rostro e un prolungamento (becco filiforme) alla base del quale sono presenti alcuni dentelli che formano una coroncina. La superficie è costata (5 nervature principali con ognuna 3 costole secondarie) longitudinalmente e verso la base gli acheni sono ristretti. Il pappo, bianco, è formato da 40 - 50 setole nivee disposte su una sola serie.

## Biologia
- Impollinazione: l'impollinazione avviene tramite insetti (impollinazione entomogama tramite farfalle diurne e notturne).
- Riproduzione: la fecondazione avviene fondamentalmente tramite l'impollinazione dei fiori (vedi sopra).
- Dispersione: i semi (gli acheni) cadendo a terra sono successivamente dispersi soprattutto da insetti tipo formiche (disseminazione mirmecoria). In questo tipo di piante avviene anche un altro tipo di dispersione: zoocoria. Infatti gli uncini delle brattee dell'involucro si agganciano ai peli degli animali di passaggio disperdendo così anche su lunghe distanze i semi della pianta.

## Distribuzione
Questo genere è di origine eurasiatica (regione del Mediterraneo orientale - Asia sudoccidentale). Una specie, Chondrilla juncea è presente in America; probabilmente introdotta. In Europa si trova comunemente dal Portogallo alla Russia (escluse le Isole Britanniche e la Penisola scandinava). Si trova inoltre in Transcaucasia, Anatolia, Asia minore e Africa mediterranea.

## Tassonomia
La famiglia di appartenenza di questa voce (Asteraceae o Compositae, nomen conservandum) probabilmente originaria del Sud America, è la più numerosa del mondo vegetale, comprende oltre 23.000 specie distribuite su 1.535 generi, oppure 22.750 specie e 1.530 generi secondo altre fonti (una delle checklist più aggiornata elenca fino a 1.679 generi). La famiglia attualmente (2021) è divisa in 16 sottofamiglie.
Il genere Chondrilla comprende una trentina di specie, due delle quali sono presenti sul territorio italiano.

### Filogenesi
Il genere di questa voce appartiene alla sottotribù Chondrillinae della tribù Cichorieae (unica tribù della sottofamiglia Cichorioideae). In base ai dati filogenetici la sottofamiglia Cichorioideae è il terz'ultimo gruppo che si è separato dal nucleo delle Asteraceae (gli ultimi due sono Corymbioideae e Asteroideae). La sottotribù Chondrillinae fa parte del "quarto" clade della tribù; in questo clade è in posizione "centrale" vicina alle sottotribù Crepidinae (insieme formano un "gruppo fratello").
La sottotribù è formata da tre generi: Chondrilla, Willemetia e Phitosia dalle cui analisi molecolari risulta essere un clade ben supportato. All'interno della sottotribù il genere Chondrilla con il genere Willemetia formano un "gruppo fratello", mentre il genere Phitosia è in una posizione più "basale". In precedenti studi i tre generi inclusi sono stati generalmente trattati come membri della sottotribù Crepidinae.
Il genere risulta diviso in due cladi principali, uno comprendente C. chondrilloides (endemico delle Alpi) e C. urumoffii (distribuito nella penisola Balcanica: l'altro clade comprende la specie C. juncea e tutte le altre specie europee e asiatiche.
I caratteri distintivi per le specie di questo genere sono:
- il fogliame di queste piante è ridotto;
- la forma delle foglie in genere è strettamente lineare;
- i capolini sono pauciflori (da 7 a 15 fiori per capolino);
- gl'involucri hanno una o due serie di brattee;
- gli acheni sono sia omomorfi che eteromorfi;
- gli acheni sono prolungati in un becco alla cui base sono presenti alcuni dentelli.

Il numero cromosomico delle specie di questo genere è 2n = 10, 14 e 15 (specie diploidi, triploidi e tetraploidi).
In alcune checklist è indicato un diverso Autore: Chondrilla (Tourn.) Tourn. ex L.

### Specie spontanee italiane
Le due specie presenti sul territorio italiano differiscono per i seguenti caratteri:
- Chondrilla chondrilloides (Ard.) Karsten - Lattugaccio dei torrenti: l'infiorescenza è formata da capolini peduncolati e raccolti in corimbi; le foglie inferiori sono persistenti alla fioritura; l'altezza delle piante varia da 0,5 a 3,5 dm; il ciclo biologico è perenne; la forma biologica è emicriptofita scaposa (H scap); il tipo corologico è Endemico - Est Alpico; l'habitat tipico sono i greti dei torrenti montani e le pietraie in genere; la distribuzione sul territorio italiano è relativa alle Alpi centro-orientali fino ad una altitudine di 1.600 m s.l.m..

- Chondrilla juncea L. - Lattugaccio comune: l'infiorescenza è formata da capolini sessili, quasi isolati o in parte raccolti in fascetti di 2 - 3 all'ascella delle foglie superiori; le foglie inferiori non sono presenti alla fioritura; l'altezza delle piante varia da 4 a 12 dm; il ciclo biologico è perenne; la forma biologica è emicriptofita scaposa (H scap); il tipo corologico è Eurimediterraneo - Sud Siberiano (Subpontico); l'habitat tipico sono gli incolti e i prati aridi; la distribuzione sul territorio italiano è completa fino ad una altitudine di 1.700 m s.l.m..

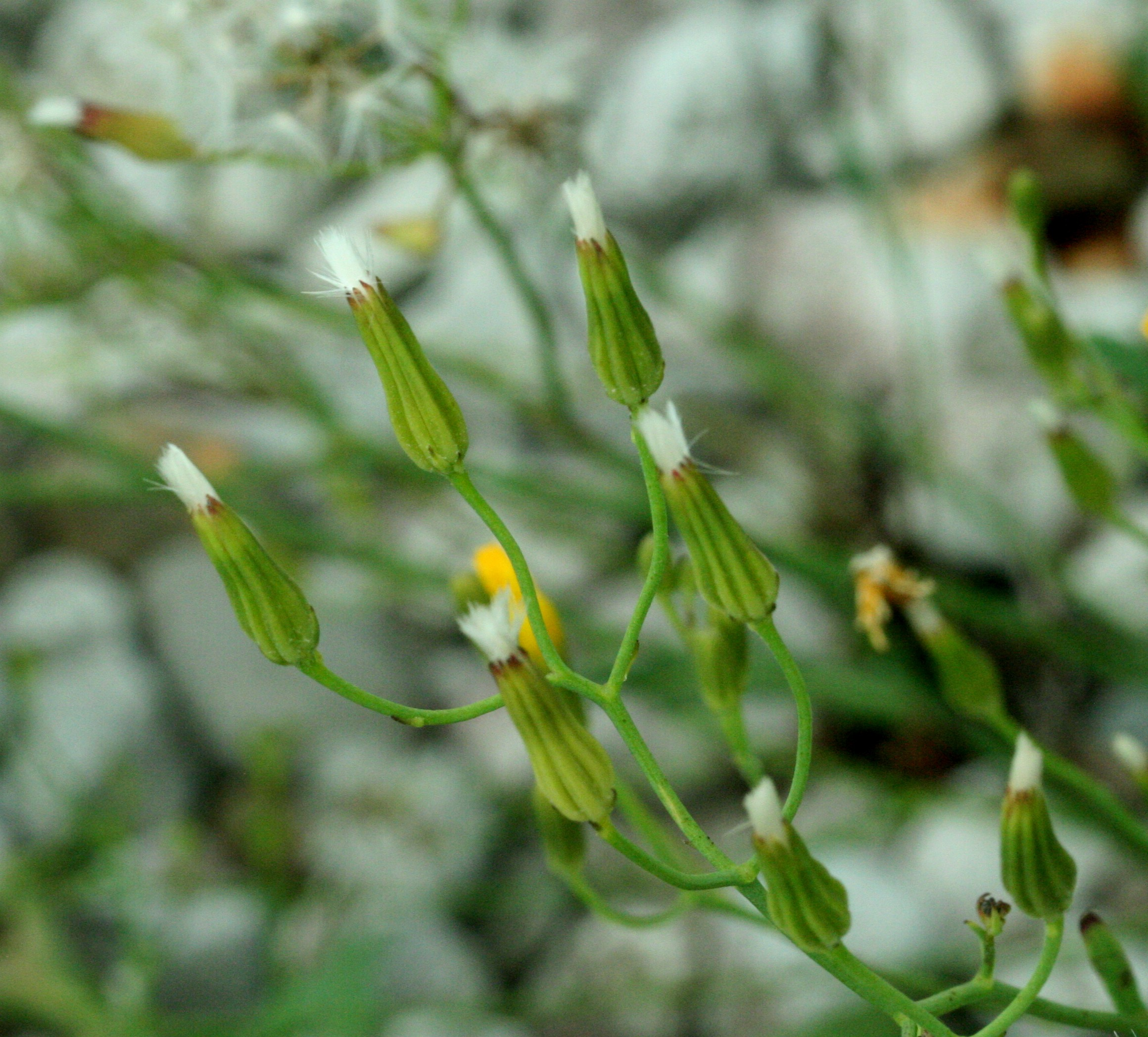
Chondrilla chondrilloides
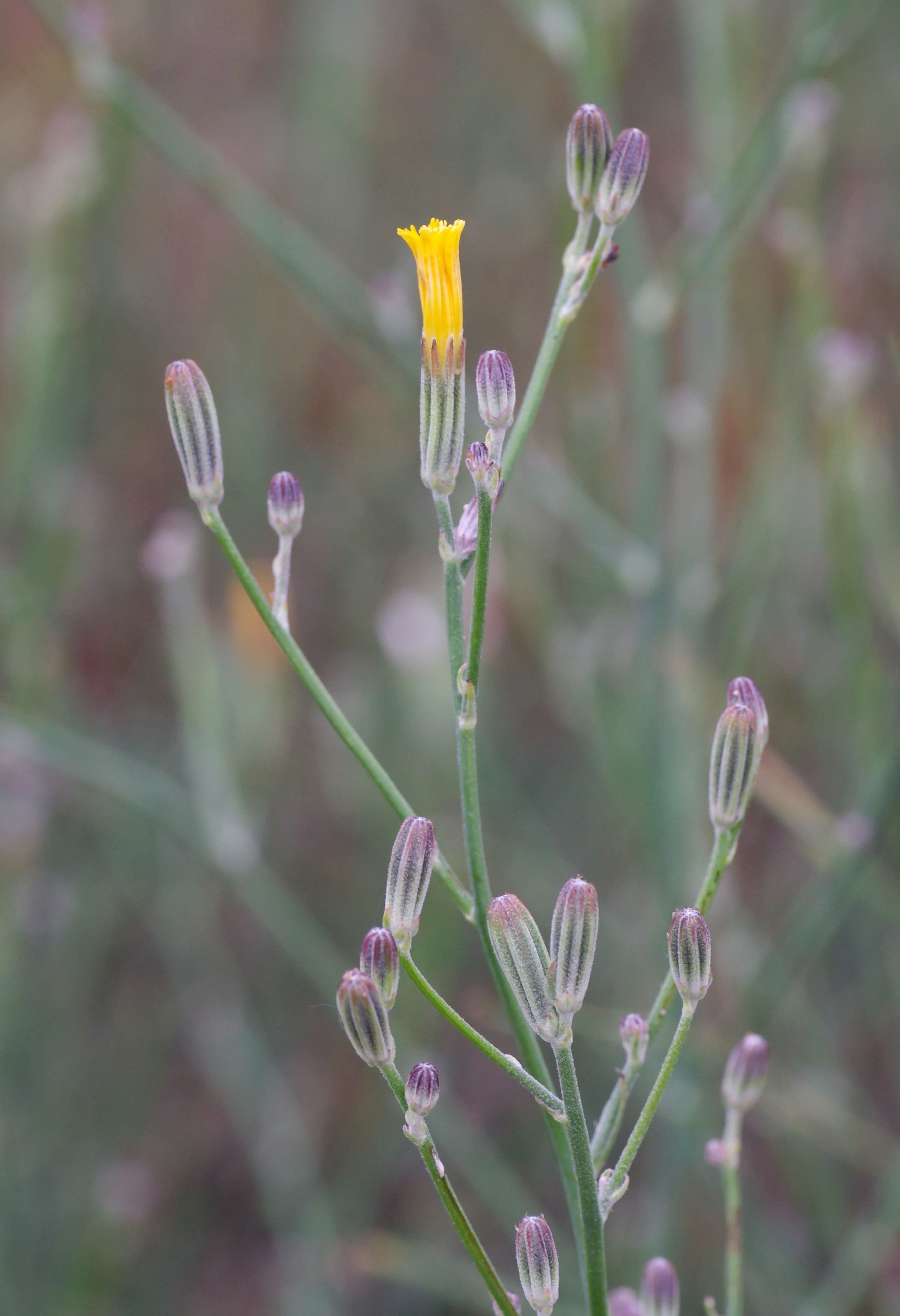
Chondrilla juncea

### Specie della zona alpina
Entrambe le due specie della flora spontanea italiana vivono sull'arco alpino. La tabella seguente mette in evidenza alcuni dati relativi all'habitat, al substrato e alla distribuzione di queste specie relativamente alla zona alpina.
| Specie | Comunità vegetali | Piani vegetazionali         | Substrato  | pH     | Livello trofico | H2O   | Ambiente | Zona alpina                    |
| --- | ----------------- | --------------------------- | ---------- | ------ | --------------- | ----- | -------- | ------------------------------ |
| C. chondrilloides | 3                 | collinare montano subalpino | Ca         | basico | basso           | medio | B5       | BG SO TN BZ BL UD              |
| C. juncea | 5                 | collinare montano           | Ca - Ca/Si | neutro | medio           | arido | B1 B2 F2 | tutto l'arco alpino (escl. UD) |
| Legenda e note alla tabella. Substrato con “Ca/Si” si intendono rocce di carattere intermedio (calcari silicei e simili); vengono prese in considerazione solo le zone alpine del territorio italiano (sono indicate le sigle delle province). Comunità vegetali: 3 = comunità delle fessure, delle rupi e dei ghiaioni; 5 = comunità perenni nitrofile Ambienti: B1 = campi, colture e incolti; B2 = ambienti ruderali, scarpate; B5 = rive, vicinanze corsi d'acqua; F2 = praterie rase, prati e pascoli dal piano collinare al subalpino |                   |                             |            |        |                 |       |          |                                |

### Specie Euro-Mediterranee
In Europa e nell'areale del Mediterraneo sono presenti le seguenti specie (a parte quelle della flora spontanea italiana):

- Chondrilla pauciflora Ledeb., 1839 - Distribuzione: Europa orientale e Transcaucasia
- Chondrilla ramosissima  Sm., 1813 - Distribuzione: Grecia
- Chondrilla spinosa  Lamond & V. A. Matthews, 1974 - Distribuzione: Anatolia
- Chondrilla urumoffii  Degen, 1911 - Distribuzione: Penisola Balcanica (meridionale)

### Elenco completo delle specie del genereChondrilla
Il genere Chondrilla ha 31 specie:
- Chondrilla albertoregelia C.Winkl.
- Chondrilla ambigua Fisch. ex Kar. & Kir., 1842
- Chondrilla aspera (Schrad. ex Willd.) Poir., 1811
- Chondrilla bosseana Iljin, 1930
- Chondrilla brevirostris Fisch. & C.A.Mey., 1837
- Chondrilla canescens Kar. & Kir., 1842
- Chondrilla chondrilloides (Ard.) H.Karst., 1883
- Chondrilla crepoides Lapeyr., 1813
- Chondrilla evae Lack, 1977
- Chondrilla gibbirostris Popov, 1915
- Chondrilla graminea M.Bieb., 1808
- Chondrilla juncea L., 1753
- Chondrilla kusnezovii Iljin, 1930
- Chondrilla laticoronata Leonova, 1964
- Chondrilla latifolia M.Bieb., 1808
- Chondrilla lejosperma Kar. & Kir., 1841
- Chondrilla macra Iljin, 1930
- Chondrilla macrocarpa Leonova
- Chondrilla maracandica Bunge, 1851
- Chondrilla mariae Podlech, 1970
- Chondrilla mujunkumensis Iljin & Igolkin, 1935
- Chondrilla ornata Iljin, 1930
- Chondrilla pauciflora Ledeb., 1833
- Chondrilla phaeocephala Rupr., 1869
- Chondrilla piptocoma Fisch. & C.A.Mey., 1841
- Chondrilla ramosissima Sm., 1813
- Chondrilla rouillieri Kar. & Kir., 1841
- Chondrilla setulosa C.B.Clarke ex Hook.f., 1881
- Chondrilla spinosa Lamond & V.A.Matthews, 1974
- Chondrilla tenuiramosa U.P.Pratov & Tagaev, 1990
- Chondrilla urumoffii Degen, 1911
- Chondrilla yossii Kitam., 1966